# Holden (banda)
Holden es un grupo de música francés de indie rock e indie pop, creado en 1997 por Armelle Pioline (voz) y Dominique Dépret alias «Mocke» (guitarra), con la ayuda de Pierre-Jean Grapin (batería), Evan Evans (teclado) y el chileno Cristóbal Carvajal (bajo).

## Historia
Holden grabó su primer álbum en 1998. En 1999 viajaron por primera vez a Chile, donde iniciaron una amistad con la banda Pánico (la que unos años después se radicó en París), con la que realizaron diversas presentaciones en la ciudad de Valparaíso, ciudad con la que Holden creó un fuerte vínculo.
En 2005 se unió a la banda el bajista chileno Cristóbal Carvajal-Rastello, y ese mismo año participaron en la banda sonora de la película chilena Paréntesis, dirigida por Pablo Solís. Al año siguiente, también en Chile, grabaron Chevrotine, su cuarto disco, en el estudio de Jorge González y con la colaboración de Uwe Schmidt en las mezclas. Este disco fue elogiado por la prensa francesa, considerándolo una de las mejores producciones de 2006.
La estrecha relación de la banda con Chile se puede apreciar además en el videoclip del tema Ce Que Je Suis del álbum Chevrotine, donde se muestra la ciudad chilena de Valparaíso, en particular sus pintorescos ascensores y coloridas casas construidas a orillas de los cerros. Por otra parte, la canción La carta, del disco Fantomatisme, fue utilizada en la gira promocional del disco Chevrotine hecha en Chile en 2007, y corresponde a una versión hecha a la cantautora y folclorista chilena Violeta Parra.
En 2020 se estrena en Chile la película Bon Voyage: Mi vida junto a Holden de Pablo Solís, un documental sobre Armelle Pioline y su gira en Chile con Holden en 2007.

## Miembros
Actuales
- Armelle Pioline (voz)[1]
- Dominique Dépret, alias «Mocke» (guitarra)[1]
- Emmanuel Mario

Antiguos
- Cristóbal Carvajal-Rastello (bajo)[1]
- Ludovic Leleu (teclados)[1]
- Pierre-Jean Grappin (batería)[1]
- Richard Cousin

## Discografía

### Álbumes
- 1998 - L'Arrière-Monde (Lithium)
- 2002 - Pedrolira (Village Vert)
- 2006 - Chevrotine (Village Vert)
- 2009 - Fantomatisme (Gitano Records)
- 2011 - L'Essentiel (recopilatorio, Watusa)
- 2013 - Sidération (Watusa)

### Sencillos
| Sencillo                | Discográfica | Año  |
| ----------------------- | ------------ | ---- |
| La Machine              | Lithium      | 1998 |
| C'est Plus Pareil       | Village Vert | 2003 |
| Une Fraction de Seconde | Village Vert | 2003 |
| La Belle Vie            | Village Vert | 2003 |